# Trường Trung học phổ thông Lấp Vò 2
Trường Trung học phổ thông Lấp Vò 2 thành lập vào năm học 1978-1979, là trường trung học phổ thông thứ 2 của huyện Lấp Vò. Trường được khen thưởng Huân chương Lao động hạng Nhì năm 2015.

## Lịch sử
Thành lập vào đầu năm học 1978 - 1979, ban đầu trường dùng chung cơ sở vật chất với trường Trung học cơ sở Mỹ An Hưng B trên địa bàn xã Mỹ An Hưng B (cách địa điểm hiện tại khoảng 5 km). Đến năm 1979, Ủy ban nhân dân tỉnh Đồng Tháp phê duyệt vị trí mới cho trường tại địa điểm hiện nay với diện tích hơn 24.000m² có cổng chính đặt ở mặt đường tỉnh lộ 849. Trải qua nhiều lần đổi tên từ Trường Phổ thông trung học Lấp Vò 2, Trường Trung học Thạnh Hưng 3, Trường Trung học Thạnh Hưng 2, Trường Trung học chuyên ban Thạnh Hưng 2, đến năm 1996 sau khi tách huyện Thạnh Hưng thuộc tỉnh Đồng Tháp thành huyện Lấp Vò và huyện Lai Vung, trường đổi tên thành Trường Trung học phổ thông Lấp Vò 2 và giữ nguyên đến nay.

## Cơ sở vật chất
Trường được trang bị phương tiện dạy học đảm bảo phục vụ công tác dạy học và quản lý với 40 phòng học ( 3 phòng lắp ghép), 2 phòng máy tính gồm 90 máy được kết nối mạng Internet, 3 phòng thí nghiệm đạt tiêu chuẩn của dự án phát triển giáo dục, 1 phòng học tiếng Anh đạt chuẩn, thư viện trường đạt chuẩn Quốc gia với đủ phòng đọc cho giáo viên học sinh với hơn có 22 ngàn đầu sách...

## Thành tích
- Huân chương Lao động hạng Nhì (2015)[1][2], hạng Ba (2008)[4]
- Cờ thi đua từ Thủ tướng Chính phủ
- [4] Trường đạt chuẩn "Xanh-Sạch-Đẹp" năm 2001, Thư viện đạt chuẩn năm 2012, 2021.